# Dušan Brezík
Dušan Brezík (* 1958) je bývalý slovenský fotbalista. Jeho bratrem je bývalý fotbalový reprezentant Karol Brezík.

## Fotbalová kariéra
V československé lize hrál za Inter Bratislava. Nastoupil v 1 ligovém utkání. Gól v lize nedal.

## Ligová bilance
| Ročník                                   | Zápasy | Góly | Klub             |
| ---------------------------------------- | ------ | ---- | ---------------- |
| 1. československá fotbalová liga 1977/78 | 2      | 0    | Inter Bratislava |
| CELKEM                                   | 2      | 0    |                  |